# Ochna gamblei
Ochna gamblei är en tvåhjärtbladig växtart som beskrevs av George King och Brands. Ochna gamblei ingår i släktet Ochna och familjen Ochnaceae. Inga underarter finns listade i Catalogue of Life.